# 690年代
690年代（ろっぴゃくきゅうじゅうねんだい）は、西暦（ユリウス暦）690年から699年までの10年間を指す十年紀。

## できごと

### 690年
- 戸令により庚寅年籍をつくる。
- 唐で3代皇帝高宗の皇后武則天が女帝となり、国号を周とする（-705年）。唐王朝は一時断絶。

### 692年
- 第1回外宮式年遷宮

### 694年
- 持統天皇、藤原京に都を移す。

### 696年
- バヴァリアのテオド大公、司教ルペルトを招聘し、ザルツブルク周辺を領地として与える（ザルツブルク大司教領の起原）。ルペルト、聖ピーター聖堂を司教座聖堂として創設。

### 697年
- 持統天皇譲位し、その孫、軽皇子（文武天皇）即位する。
- イスラム帝国が北アフリカのほぼ全域を制圧。
- ヴェネツィア、はじめてのドージェ（元首）を選任。

### 698年
- 靺鞨人大祚栄が震国（後の渤海）を建国。